# Tatjana Ferdman
Tatjana Michajlovna Ferdman, Russisch: Татьяна Михайловна Фердман, (Sverdlovsk, RSFSR, 14 juli 1957) is een voormalig professioneel tafeltennisster die uitkwam voor de Sovjet-Unie.
Zij werd in 1975 samen met landgenoot Stanislav Gomozkov wereldkampioen in het gemengd dubbelspel. Met het team werd zij Europees kampioen in 1976.

## Belangrijkste resultaten
- WK
  -  Goud in het gemengd dubbelspel in 1975 in Calcutta met Stanislav Gomozkov.
  -  Brons in het vrouwen enkelspel in 1975 in Calcutta.
  -  Brons in het vrouwen dubbelspel in 1975 in Calcutta met Elmira Antonjan.
- EK
  -  Goud met het team in 1976 in Praag.